# Grammomys gigas
Grammomys gigas es una especie de roedor de la familia Muridae.

## Distribución geográfica
Se encuentra sólo en Kenia.

## Hábitat
Su hábitat natural son: Clima tropical o Clima subtropical, montañas  gran altitud y matorrales. 

## Estado de conservación
Se encuentra amenazada de extinción por la pérdida de su hábitat natural.